# هانا (ملحنة)
هانا (بالألمانية: Hannah)‏ هي ملحنة نمساوية، ولدت في 3 مايو 1981 في Hall in Tirol ‏ في النمسا.

## وصلات خارجية
- الموقع الرسمي